# Вільярраса
Вільярраса (ісп. Villarrasa) — муніципалітет в Іспанії, у складі автономної спільноти Андалусія, у провінції Уельва. Населення — 2170 осіб (2010).
Муніципалітет розташований на відстані близько 420 км на південний захід від Мадрида, 34 км на північний схід від Уельви.

## Демографія
Динаміка населення (INE ):

## Галерея зображень

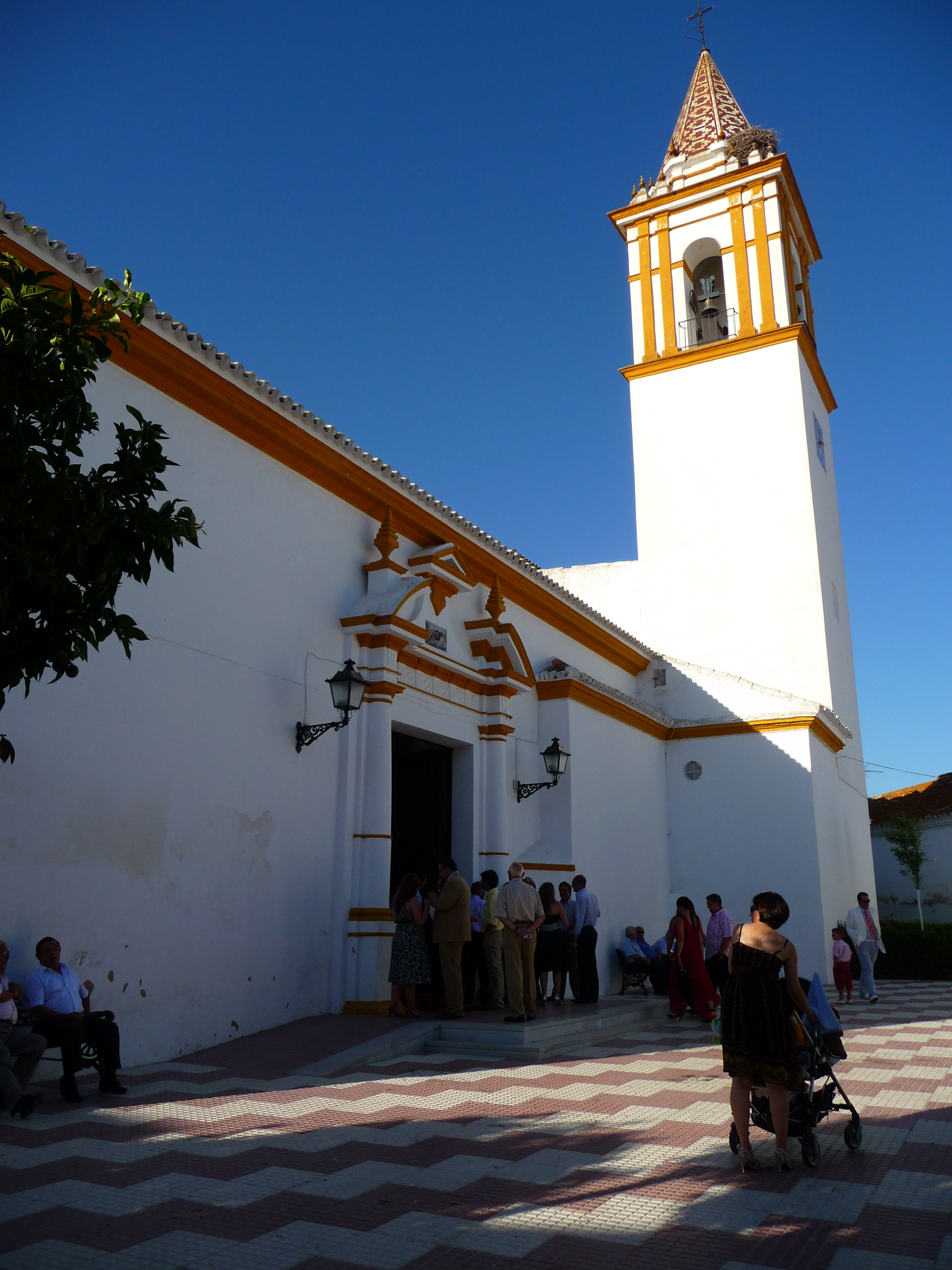
Парафіяльна церква Сан-Вісенте-Мартір